# 1773

## Родени
- 15 май – Клеменс фон Метерних, австрийски политик
- 31 май – Лудвиг Тик, немски поет
- 6 октомври – Луи-Филип, крал на Франция
- 21 декември – Робърт Браун, шотландски ботаник

## Починали
- Паисий Хилендарски, български духовник